# بيرنارد بيريشا
بيرنارد بيريشا (بالألبانية: Bernard Berisha) (24 أكتوبر 1991 ببيخا في كوسوفو - ) هو لاعب كرة قدم ألباني في مركز الوسط. شارك مع منتخب كوسوفو لكرة القدم. أما مع النوادي، فقد لعب مع أنجي محج قلعة ونادي سكندربيو كورتشه وFC Besa Peja ‏ وKF Besa Kavajë ‏.

## وصلات خارجية
- بيرنارد بيريشا على موقع الاتحاد الدولي (مؤرشف)  (الإنجليزية)
- بيرنارد بيريشا على موقع الاتحاد الأوربي (الإنجليزية)
- بيرنارد بيريشا على موقع قاعدة بيانات كرة القدم.إي يو (الإنجليزية)
- بيرنارد بيريشا على موقع ناشيونال فوتبول تيمز (الإنجليزية)
- بيرنارد بيريشا على موقع Soccerbase.com (لاعب) (الإنجليزية)
- بيرنارد بيريشا على موقع Soccerway.com (الإنجليزية)
- بيرنارد بيريشا على موقع عالم كرة القدم.نت (الإنجليزية)